# Menhir de Penedono
Le menhir de Penedono (en portugais : menir de Penedono) est un mégalithe datant du Néolithique ou du Chalcolithique situé près de la municipalité de Penedono, dans le district de Viseu, en Région Nord.

## Situation
Le menhir est situé à quelques centaines de mètres au sud de Penedono, à proximité de la route qui relie la municipalité à la freguesia d'Antas.

## Description
Le monolithe est composé de granite et mesure 1,92 m de hauteur pour une largeur maximale de 78 cm.